# ダチア・B0プラットフォーム
B0プラットフォームは、日産自動車とルノー共同開発のBプラットフォームをベースに開発された、ダチアのプラットフォームである。

## 採用車種
B0プラットフォーム
- ダチア/ルノー・ロガン（Ⅰ、Ⅱ。ⅢはCMF-B LS (low specifications)を採用）
  - 日産・アプリオ
- ロガンピックアップ
  - 日産・NP200
- ロガンMCV
- ダチア/ルノー・サンデロ
- ダチア/ルノー・ダスター
- ルノー・キャプチャー（ロシア・ブラジル・インド仕様のみ）
  - 日産・キックス（インド仕様のみ）
- ラーダ・グランタ
- ダットサン・on-DO
- ダットサン・mi-DO

B0+プラットフォーム
- ルノー・アルカナ（ロシア仕様のみ）